# Sicilia occidentale
Viene definita Sicilia occidentale quella parte del territorio siciliano che si affaccia sulla  costa nord-ovest della Sicilia.
Essa è costituita dalla città metropolitana di Palermo e dai liberi consorzi comunali di Trapani e Agrigento, che hanno preso il posto delle tre ex province.
Le motivazioni della suddivisione in Sicilia occidentale, Sicilia centrale e Sicilia orientale del territorio isolano risiedono, principalmente, nella storia antica che divideva l'isola in tre valli: Val di Mazara, Val Demone e Val di Noto.
L'area in oggetto è quella che, tra il VII e il II secolo a.C., fu influenzata dalla cultura punica, oltre che successivamente greca. La Sicilia orientale fu invece maggiormente sotto influenza ellenica.

## Geografia
La Sicilia occidentale è caratterizzata da grossi rilievi montuosi nella zona nord e da rilievi più lievi nella parte sud, poche sono le ampie zone pianeggianti.

## Clima
Il clima è quanto mai vario proprio in virtù della varietà altimetrica del territorio e varia dal freddo umido e nevoso dell'area montana a nord al siccitoso e mite dell'area meridionale.

## Antropizzazione
La fascia maggiormente urbanizzata è quella costiera tirrenica dell'area nord, tra Termini Imerese e Carini e quella costiera occidentale, nella zona compresa tra i comuni di Trapani e Mazara del Vallo; poco popolato l'entroterra montuoso e la zona meridionale.
Le città maggiormente popolate dell'area sono:
| Stemma | Città            | Provincia | Popolazione (ab) | Superficie (km²) |
| ------ | ---------------- | --------- | ---------------- | ---------------- |
|        | Palermo          | Palermo   | 662.046          | 158 km²          |
|        | Marsala          | Trapani   | 80.391           | 241 km²          |
|        | Trapani          | Trapani   | 70.872           | 271 km²          |
|        | Agrigento        | Agrigento | 59.212           | 242 km²          |
|        | Bagheria         | Palermo   | 55.682           | 29 km²           |
|        | Mazara del Vallo | Trapani   | 50.377           | 275 km²          |
|        | Alcamo           | Trapani   | 44.959           | 130 km²          |
|        | Sciacca          | Agrigento | 41.240           | 213 km²          |
|        | Licata           | Agrigento | 38.992           | 178 km²          |
|        | Monreale         | Palermo   | 36.395           | 529 km²          |
|        | Canicattì        | Agrigento | 34.945           | 91 km²           |